# Wiendorf (Anhalt)
Wiendorf (Anhalt) este o comună din landul Saxonia-Anhalt, Germania.